# 阿劳

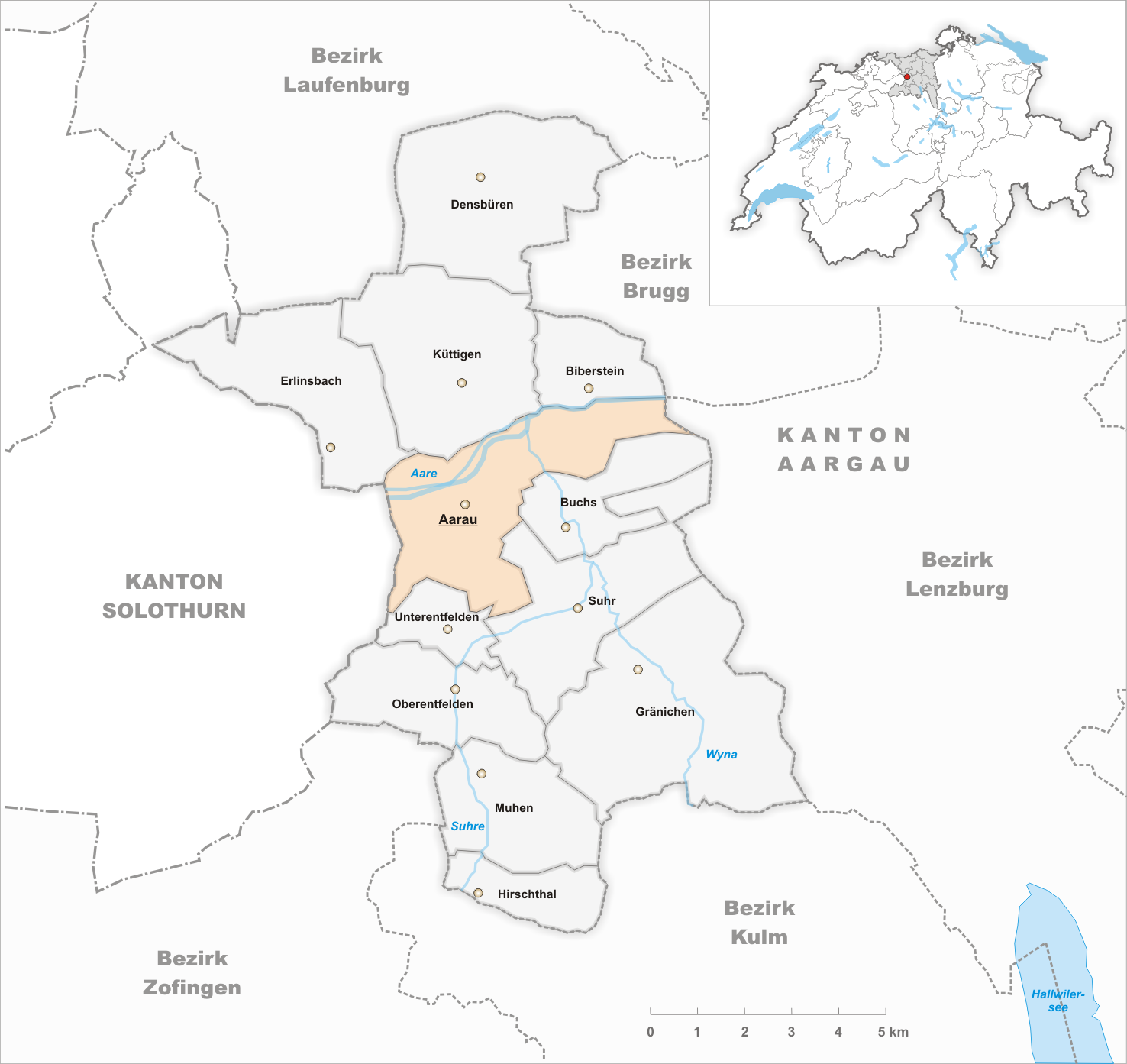
阿劳市地图

阿劳（德語：Aarau）是位于瑞士联邦北部侏罗山南麓的一座城市，也是阿尔高州的首府，2017年12月31日人口为21,191。当地居民多信奉新教，主要使用德语。
阿劳于1240年建城，1798年为海尔维第共和国首都。1895年，爱因斯坦進入阿勞的阿勞州立中學讀書。

## 历史
在阿劳附近发现有青铜时代末期的定居点，公元前1世纪左右，罗马人开始进入这片区域并建立定居点。公元3世纪中叶，阿勒曼尼人开始入侵。5世纪初，罗马人从此地撤出。7世纪，阿勒曼尼人彻底控制了这片区域。10世纪开始，在阿劳建立了一座教堂。13世纪前期（约1236年），建立了一座小型城堡。
阿劳由基堡家族哈特曼四世或者哈特曼五世建立，时间是1240年到1250年之间。阿劳这个名称很明显来源于阿勒河。1263年，基堡家族断绝，1273年，阿劳被卖给了哈布斯堡家族的鲁道夫一世。1301年，阿劳市开始建立一些自治法律。1337年，贵族的税收特权被免除。1386年，阿劳参与森帕赫战役，包括市长在内的多人战死。之后，伯尔尼开始攻击阿尔高地区，并且摧毁了阿劳周围的村庄。
1415年，伯尔尼和索洛图恩的军队兵临城下，阿劳被迫投降，作为回报，阿劳享受一定的自治权。作为迟来的支援，神圣罗马帝国皇帝西吉斯蒙德宣布阿劳为帝国自由城。1461年，伯尔尼排除索洛图恩人的影响，成为该地唯一的统治者。在伯尔尼的统治下，阿劳主要由市长等九人组成的“小型议会”管理当地行政，而市长任期一般只有2年。由于伯尔尼宗主国地位，阿劳有时候不得不派兵协助伯尔尼战斗。
1523年，安德雷亚斯·霍诺德试图在阿劳传播宗教改革思想，但未成功。1528年，在伯尔尼的影响下，阿劳最终成功接受宗教改革。从1529年开始，宗教改革城市（如伯尔尼、巴塞尔、苏黎世等）之间的定期会议在阿劳举行。
从1620年开始，阿劳当地的商人和店主组建了“兄弟商会”来阻止外来商品竞争。阿劳的经济主要是依靠当地的手工艺产业、葡萄栽培以及从18世纪开始兴起的纺织工业。1787年，阿劳的城市教育系统在启蒙运动的影响下发生了根本性的变革。
法国大革命给阿劳带来了平等和人权的观念，1797年，法国向该地派出特使传播革命思想，1798年年初，阿劳发动起义公开反对伯尔尼的统治。伯尔尼军队试图控制住局势，但最终失败投降。1798年4月，海尔维蒂共和国正式成立，首都就定在阿劳。但由于阿劳实在太小，因此在9月迁都到了卢塞恩。之后法国一度派兵驻扎在此地，以防止旧秩序卷土重来。
1802年拿破仑的调解法中，阿尔高州跟附近的两个州合并，阿劳仍然是首府。拿破仑时代结束后的复辟时期，阿劳仍然坚持自由主义，同时也成为普鲁士等其他德语国家政治流亡者的避难所。1830年12月，爆发自由主义革命，迫使保守的州政府进行宪法改革。
19世纪50年代，阿劳经济产业发生了结构性的变化，由于周边地区的保护主义关税政策，纺织业迅速崩溃，其而代之是少数大公司和各种中小型公司。新产业包括绘图工具、水泥、制鞋、炼钢、电气工程和食品加工等。
第一次世界大战后期给阿劳带来严重的危机，通货膨胀导致贫困率直线上升，另外还有2400多人感染了西班牙流感。第二次世界大战中，盟军的导弹曾经误击阿劳。
1959年，阿劳通过了新的建筑法规，1971年开始建设新的大型住宅区。从20世纪60年代开始，阿劳第三产业的就业人口已经超过第二产业。80年代，不少著名企业解散或者将厂房转移到郊区。尽管如此，阿劳仍然是周边重要的商业区域。
2008年的公投当中，阿劳和罗尔 (阿尔高州)宣布两个市合并，2010年完成合并，现在拥有21000多名居民，成为阿尔高州最大的城市。